# Růžová (vojenský újezd Hradiště)
Růžová (německy Rosengarten) je zaniklá vesnice ve vojenském újezdu Hradiště v okrese Karlovy Vary v Karlovarském kraji. Ležela v Doupovských horách dva kilometry jihozápadně od Kojetína v nadmořské výšce okolo 480 metrů.

## Název
Německý název vesnice znamená v překladu růžová zahrada a je odkazem na epické skladby Der große Rosengarten a Der kleine Rosengarten oblíbené v patnáctém a šestnáctém století. V historických pramenech se objevuje ve tvarech: w Rosskarth (1544), Rosengarten (1547), …vsi Rosenkartu (1556), Rosen Garten (1654), Rosengarten (1787 a 1846).

## Historie
První písemná zmínka o Růžové pochází z roku 1544 a nachází se v zemských deskách. Od šestnáctého století až do roku 1850 Růžová patřila k vintířovskému panství. Po třicetileté válce ve vsi podle berní ruly žili jen čtyři chalupníci a dva poddaní bez pozemků. Pole byla popsána jako špatná a vesnice měla jen málo luk. Přesto se obyvatelé živili především zemědělstvím a na polích se v devatenáctém století pěstovalo žito. K vesnici patřil také Blatenský dvůr, který stával asi 800 metrů jihovýchodním směrem a v roce 1930 v něm žilo jedenáct lidí. Na počátku dvacátého století se ve vsi vyráběl sýr a ze služeb byly k dispozici jen hostinec, obchod s drůbeží a trafika. Řemeslo provozoval pouze kolář, ale pletly se zde také punčochy. Děti docházely do kojetínské školy.
Vesnice zanikla v důsledku zřízení vojenského újezdu ve třetí etapě rušení sídel. Úředně byla vysídlena 15. května 1954.

## Přírodní poměry
Růžová stávala v katastrálním území Žďár u Hradiště v okrese Karlovy Vary, asi dva kilometry jihozápadně od Kojetína. Nacházela se v nadmořské výšce okolo 460 metrů. Oblast se nachází v severovýchodní části Doupovských hor, konkrétně v jejich okrsku Rohozecká vrchovina, který dále na severozápad přechází do Jehličenské hornatiny. Půdní pokryv v širším okolí tvoří kambizem eutrofní.
V rámci Quittovy klasifikace podnebí Růžová stála v mírně teplé oblasti MT4, pro kterou jsou typické průměrné teploty −2 až −3 °C v lednu a 16–17 °C v červenci. Roční úhrn srážek dosahuje 500–750 milimetrů, sníh zde leží 60–80 dní v roce. Mrazových dnů bývá 110–130, zatímco letních dnů jen 20–30.

## Obyvatelstvo
Při sčítání lidu v roce 1921 zde žilo 73 obyvatel (z toho 34 mužů) německé národnosti a římskokatolického vyznání. Podle sčítání lidu z roku 1930 měla vesnice 91 obyvatel: 86 Němců a pět cizinců. Všichni byli římskými katolíky.
|           | 1869 | 1880 | 1890 | 1900 | 1910 | 1921 | 1930 | 1950 |
| --------- | ---- | ---- | ---- | ---- | ---- | ---- | ---- | ---- |
| Obyvatelé | 86   | 125  | 106  | 89   | 103  | 73   | 91   | 8    |
| Domy      | 19   | 20   | 20   | 20   | 19   | 18   | 18   | 13   |

## Obecní správa
Po zrušení patrimoniální správy se Růžová v roce 1850 stala obcí, ale už v roce 1869 byla osadou Kojetína, u kterého zůstala až do svého zániku.